# Bindal
Bindal là một đô thị trong khu vực Helgeland ở phần phía tây nam cực của hạt Nordland, Na Uy. Bindal giáp bốn đô thị Nord-Trøndelag: Høylandet và Nærøy ở phía nam, Namsskogan ở phía đông nam, và Leka ở phía tây. Bindal cũng có biên giới với các đô thị Nordland gồm Sømna, Brønnøy, và Grane.
Năm 1838, giáo xứ của Bindal được chia thành hai đô thị (xem formannskapsdistrikt) bởi vì các giáo xứ bao gồm đất ở cả các quận của Nord-Trøndelag và Nordland. Luật mới yêu cầu các thành phố được đặt chỉ trong một quận hạt, do đó, giáo xứ được chia thành hai phần: Nordbindalen và Sørbindalen. Vào năm 1852, là biên giới phía nam quận đã được chuyển đến vị trí hiện tại của nó và các đô thị của Nordbindalen và Sørbindalen được sáp nhập lại với nhau.